# Písně kosmické
Písně kosmické je básnická sbírka českého básníka Jana Nerudy vydaná v roce 1878.

## Místo vzniku

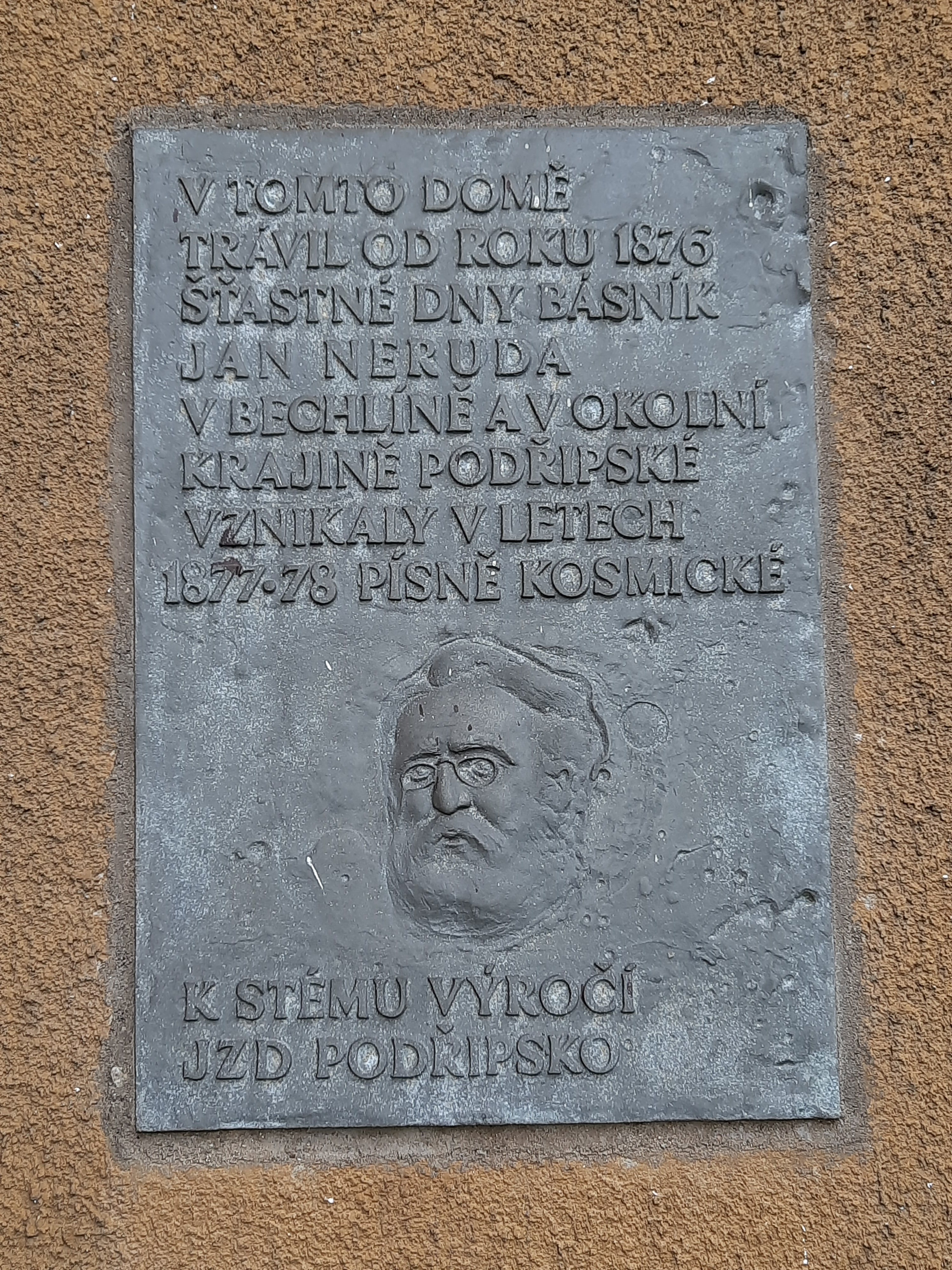
Pamětní deska Jana Nerudy na vile Švagrovských v Bechlíně, který ve zdejším okolí na sbírce pracoval

Sbírka vznikala v bechlínské Vile Augustina Švagrovského, kde Jan Neruda býval častým hostem v rodině Švagrovských.

## Charakteristika sbírky
Sbírku tvoří 38 básní, v nichž je opěvováno lidské poznání, které se stále rozšiřuje a objevuje dosud nepoznané skutečnosti přírody. V kontradikci malého elementu člověka a velkého, rozlehlého vesmíru se jedná o oslavu lidského ducha a jeho činů nového objevování. Sbírka ukazuje, že nelze klást racionální a pozitivisticky zaměřenou vědu do opozice vůči poezii, která jako v tomto případě staví na jejich závěrech. Ve sbírce jsou oslavována vesmírná tělesa. Z vědeckého hlediska se jedná o verše, které jsou víceméně v souladu s vědeckým poznáním, tak jak bylo známo v Nerudově době. Podle názoru Pavla Suchana z Astronomického ústavu AV ČR neobsahují Písně kosmické věcné chyby a jsou bezchybné dodnes.
Jan Neruda měl dobré znalosti o tehdejší astronomii. Jejím základům vyučoval i bratry Fričovy, pozdější zakladatele Hvězdárny v Ondřejově. Dnes stojí na pozemku hvězdárny busta Josefa Jana Friče s žábou a za ní v pracovně lze číst nápis „Jsou-li tam žáby taky“, z básně sbírky.

## Na palubě raketoplánu
Astronaut Andrew Feustel, který se v roce 2009 účastnil mise STS-125, vzal na palubu raketoplánu Atlantis do vesmíru českou vlajku a české vydání Písní kosmických z roku 1916, kterému bylo v době letu téměř 100 let.
Nápad měla astronautova manželka, jejíž matka je Češka pocházející ze Znojma; její otec je Ind.

## Ukázka z díla
| Věřte, že také hvězdičky mnoho, ba mnoho bolí, každá si s námi naříká slzavé na oudolí. Mají svou drsnou lopotu, točí se, běží, svítí, sto tisíc mil vám přeběhnou pro kousek živobytí. Do únavy se lopotí, trýzní svá zlatá těla, kosmický prach si stírají ze vznešeného čela. | Jak lvové bijem o mříže Jak lvové bijem o mříže, jak lvové v kleci jatí, my bychom vzhůru k nebesům a jsme zde Zemí spjatí. Nám zdá se, z hvězd že vane hlas: „Nuž pojďte, páni, blíže, jen trochu blíže, hrdobci*, jimž hrouda nohy víže!“ My přijdem! Odpusť, matičko, již jsi nám, Země, malá, my blesk k myšlénkám spřaháme a noha parou cválá. My přijdem! Duch náš roste v výš a tepny touhou bijí, zimniční touhou po světech div srdce nerozbijí! My přijdem blíž, my přijdem blíž, my světů dožijeme, my bijem o mříž, ducha lvi, a my ji rozbijeme! |

## Seznam básní
1. Letní ty noci zářivá
2. Když k vám vesel hledím, zlatá vy Kuřátka
3. Ach, jaké to blaho: poležet
4. Což třepotá se to tu hvězdiček
5. Snad jiní jinak uvidí
6. Věřte, že také hvězdičky
7. Po nebi hvězdic je rozseto
8. Poeto Světe, co jsi eón prožil
9. Stárnoucí lidstvo čte ve hvězdách
10. Paprsku z Alkyony mé
11. V pusté jsme nebeské končině
12. Všechny ty vířivé planety
13. Také to Slunce ohnivé
14. Zem byla dítětem; myslela
15. Měsíček, pěkný mládenec
16. Báječně krásný to přec byl sen
17. Měsíček že je mrtvý muž?
18. Měsíc mrtev. Při něm ve prodlení
19. Oblaky Země jsou synové tkliví
20. Čím člověk já ve světů kruhu jsem?
21. Jak lvové bijem o mříže
22. Seděly žáby v kaluži
23. Že skály již Země plameny
24. Dík budiž vám, zlaté hvězdičky
25. „Vlast svou máš nade vše milovat!“
26. Vzhůru již hlavu, národe
27. Kdo měkkým je, ten bídně mře!
28. Slunce je hvězda proměnná
29. Měsíček mrtvý – budoucnost
30. Děj Země je krátce jen vyprávěn
31. Zelená hvězdo v zenitu
32. Myslím, že malý Měsíček
33. Již vyznám se ze všech hříchů svých
34. Promluvme sobě spolu
35. Přijdou dnové, léta, věky, věků věky
36. Aj, tamhle dřímavých jiskerek
37. Ty věčné hlasy proroků
38. Až planety sklesnou k Slunci zpět

## Odraz v kultuře

### Zhudebněné dílo
- Zdeněk Blažek složil na básně sbírky stejnojmenný písňový cyklus
- Radůza na svém albu V salonu barokních dam (2007) zhudebnila Nerudovu Píseň kosmickou (zpěv XXX. Variace II.).

Na básně Jak lvové bijem o mříže a Seděly žáby v kaluži odkazuje zpěvačka Jana Rychterové v písni Kosmická (dle CD Zpívací písničky) či Píseň kosmická (dle notového zápisu na internetových stránkách Jany Rychterové k tvorbě pro děti).
| Jan Neruda                                                                                            | Jana Rychterová                                                        |
| --- | ---------------------------------------------------------------------- |
| Seděly žáby v kaluži, hleděly vzhůru k nebi,                                                          | Jako ta žába v kaluži, koukám na oblohu tmavou                         |
| My přijdem blíž, my přijdem blíž, my světů dožijeme, my bijem o mříž, ducha lvi, a my ji rozbijeme!   | jednou se tam možná dostanem a mříže rozbijem hlavou                   |
| „Jen bychom rády věděly,“ vrch hlavy poulí zraky, „jsou-li tam tvoři jako my, jsou-li tam žáby taky!“ | Oni nám někde v dálce dál drží palce, nejsme sami, jsou to naši známí. |

### Film
Báseň Jak lvové bijem o mříže zazněla ve filmu Marečku, podejte mi pero!.